# 経堂
経堂（きょうどう）は、東京都世田谷区の町名の一つ。現行の行政地名は経堂一丁目から五丁目。住居表示実施済区域。

## 地理
世田谷区の中央部に位置し、北に桜上水、北から東にかけて宮坂、南に桜・桜丘、西に船橋と接する。

### 概要
小田急小田原線経堂駅を中心に商店街が形成されている。
路地が細いうえに一方通行が多いため、自動車がここを通り抜けする際の難所となっており、とりわけタクシー運転手を中心に「経堂迷路」と呼ばれている。

### 河川
- 烏山川：概ね南東へ流れているが、現在は暗渠化され烏山川緑道[6]となっている。

### 地価
住宅地の地価は、2025年（令和7年）1月1日の公示地価によれば、経堂2-17-7の地点で77万4000円/m2、経堂4-24-2の地点で72万7000円/m2、経堂5-5-3の地点で70万3000円/m2となっている。

## 歴史
江戸時代は武蔵国荏原郡経堂在家村と呼ばれていた。
1932年（昭和7年）に行なわれた東京市の35区への拡大に伴い世田谷区が成立した際に経堂町となり、1967年（昭和42年）の住居表示で現在の形となった。

### 地名の由来
経堂駅南口にある仏教寺院の経堂山福昌寺に由来するとされ、
かつて経塚が祀られていた、寺にゆかりがある人物が持っていた書物を近隣住民が経本と思い、境内の御堂を「経堂」と呼んだ、京都風の御堂が「京堂」と呼ばれ、転じて経堂になった等の諸説がある。

## 世帯数と人口

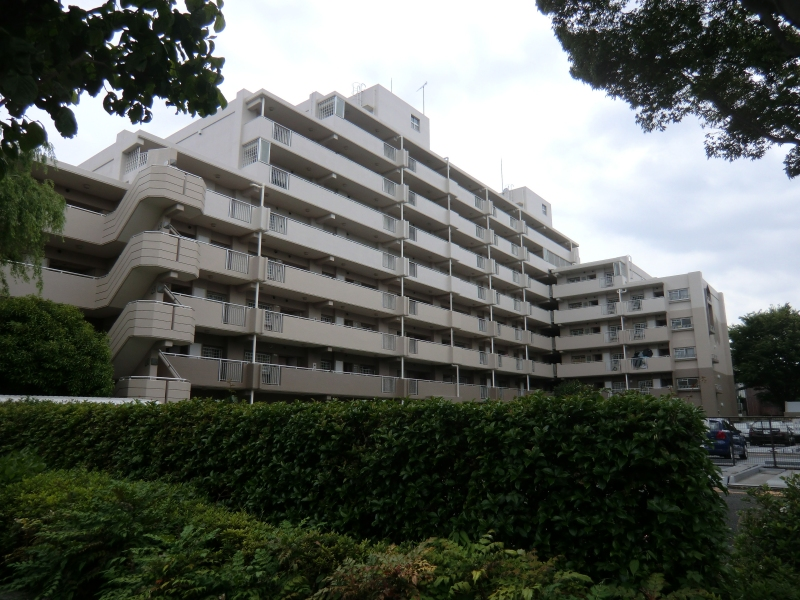
経堂赤堤通り団地

2025年（令和7年）1月1日現在（世田谷区発表）の世帯数と人口は以下の通りである。
| 丁目       | 世帯数     | 人口     |
| ---------- | ---------- | -------- |
| 経堂一丁目 | 2,843世帯  | 4,413人  |
| 経堂二丁目 | 2,055世帯  | 3,298人  |
| 経堂三丁目 | 1,946世帯  | 3,460人  |
| 経堂四丁目 | 2,697世帯  | 4,692人  |
| 経堂五丁目 | 2,555世帯  | 4,624人  |
| 計         | 12,096世帯 | 20,487人 |

### 人口の変遷
国勢調査による人口の推移。
| 年                 | 人口   |
| ------------------ | ------ |
| 1995年（平成7年）  | 17,943 |
| 2000年（平成12年） | 18,867 |
| 2005年（平成17年） | 18,909 |
| 2010年（平成22年） | 17,926 |
| 2015年（平成27年） | 18,914 |
| 2020年（令和2年）  | 20,365 |

### 世帯数の変遷
国勢調査による世帯数の推移。
| 年                 | 世帯数 |
| ------------------ | ------ |
| 1995年（平成7年）  | 8,899  |
| 2000年（平成12年） | 10,061 |
| 2005年（平成17年） | 10,541 |
| 2010年（平成22年） | 10,112 |
| 2015年（平成27年） | 10,572 |
| 2020年（令和2年）  | 11,511 |

## 学区
区立小・中学校に通う場合、学区は以下の通りとなる（2019年9月時点）。
| 丁目       | 番地                                                                               | 小学校                 | 中学校               |
| ---------- | ---------------------------------------------------------------------------------- | ---------------------- | -------------------- |
| 経堂一丁目 | 1番2・16～18号 1番20号 8番2号、18号以降 9番2・16〜17号 9番21号                     | 世田谷区立世田谷小学校 | 世田谷区立桜木中学校 |
| 経堂一丁目 | 1番1・3〜15号 1番19号、2〜7番 8番1・3〜17号 9番1・3〜15号 9番18〜20・22号 10〜41番 | 世田谷区立桜丘小学校   | 世田谷区立桜丘中学校 |
| 経堂二丁目 | 全域                                                                               | 世田谷区立経堂小学校   | 世田谷区立緑丘中学校 |
| 経堂三丁目 | 全域                                                                               | 世田谷区立経堂小学校   | 世田谷区立緑丘中学校 |
| 経堂四丁目 | 全域                                                                               | 世田谷区立桜丘小学校   | 世田谷区立桜丘中学校 |
| 経堂五丁目 | 全域                                                                               | 世田谷区立桜丘小学校   | 世田谷区立桜丘中学校 |

## 交通

### 鉄道
| 街区内の駅                                                        |
| ----------------------------------------------------------------- |
| 小田急小田原線 - 経堂駅(OH 11) 小田急小田原線 - 千歳船橋駅(OH 12) |

- エイトライナー ｰｰｰ 同地区を対象とした路線構想

鉄道は、東西に小田急小田原線が通っており、最寄駅は以下の通りである。
- 経堂駅：町域の東端、一丁目と二丁目の境にある。
- 千歳船橋駅：所在地は船橋だが駅の東側は経堂四丁目に入っており、四丁目と五丁目の西部はこちらのほうが近い。

### バス
- 渋54　渋谷駅 - 梅ヶ丘駅 - 経堂駅
- 梅01　梅ヶ丘駅 - 経堂駅 - 希望ヶ丘団地 - 千歳船橋駅
- 梅02　梅ヶ丘駅 - 経堂駅
- 経01　経堂駅 - 希望ヶ丘団地 - 千歳船橋駅
- 経02　経堂駅 - 希望ヶ丘団地 - 八幡山駅

### 道路
道路は、北端を以下の都道が走るが、狭隘路であり、一方通行区間もある。
- 都道118号調布経堂停車場線：経堂二丁目と宮坂三丁目の境を北西から南東へ走り、経堂駅で終わる。別名「すずらん通り」。
- 都道423号渋谷経堂線：経堂一丁目と宮坂二丁目の境を東西に走り、経堂駅で終わる。経堂の域内は300m程度である。

その他の道路では、南部を城山通りが東西に走っている。また、経堂駅から南へ向う道路は農大通りと呼ばれ、桜丘にある東京農業大学への通学路となっている。

## 出身・ゆかりのある人物
- 鈴木善幸（政治家）：元首相。自宅が経堂にあった。
- 植草甚一（文筆家）：自宅が経堂にあった。
- 海音寺潮五郎（小説家）：自宅が経堂にあり、死後は海音寺潮五郎記念館となっていたが現在は閉館した。
- 遠藤常久（実業家）：安田工業社長。住所が経堂[16]。作家遠藤周作の父。
- 山田涼介（アイドル・Hey! Say! JUMPメンバー）２０２３年９月１９日に配信された自身の個人チャンネル【Leoの遊び場】内のYouTube配信にて、「経堂が出生地」との発言があった。

## 事業所
2021年（令和3年）現在の経済センサス調査による事業所数と従業員数は以下の通りである。
| 丁目       | 事業所数  | 従業員数 |
| ---------- | --------- | -------- |
| 経堂一丁目 | 320事業所 | 2,634人  |
| 経堂二丁目 | 239事業所 | 2,154人  |
| 経堂三丁目 | 50事業所  | 177人    |
| 経堂四丁目 | 105事業所 | 688人    |
| 経堂五丁目 | 111事業所 | 1,573人  |
| 計         | 825事業所 | 7,226人  |

### 事業者数の変遷
経済センサスによる事業所数の推移。
| 年                 | 事業者数 |
| ------------------ | -------- |
| 2016年（平成28年） | 832      |
| 2021年（令和3年）  | 825      |

### 従業員数の変遷
経済センサスによる従業員数の推移。
| 年                 | 従業員数 |
| ------------------ | -------- |
| 2016年（平成28年） | 6,957    |
| 2021年（令和3年）  | 7,226    |

## 施設

### 一丁目
- 河合塾マナビス経堂校
- 東京ロシア語学院
- 城南信用金庫経堂支店
- 三井住友銀行経堂支店
- 曹洞宗 経堂山福昌寺
- 日本基督教団経堂緑岡教会
- 千歳郵便局

### 二丁目
- 経堂駅
- 経堂コルティ
- 鹿児島大学 海音寺潮五郎記念 東京学生宿泊施設

### 三丁目
- 世田谷区立経堂地区会館
  - 別館
- 石仏公園
- 日本放送協会（NHK）経堂寮
- 経堂けやき公園
- 山谷稲荷神社

### 四丁目
- 公益財団法人群馬県育英会 学生寮上毛学舎
- Odakyu OX 千歳船橋店
- セントラル硝子経堂社宅
- 経堂四丁目児童遊園
- 経堂天祖神社

### 五丁目
- 経堂五丁目特別保護区
- 長島大榎公園
- 日本政策投資銀行経堂舎宅
- 世田谷区立経堂南地区会館
- ライフ経堂店
- オオゼキ経堂店
- 南公園・南台公園

## 経堂テラスガーデン
経堂テラスガーデンとは、経堂コルティから、「経堂スポーツクラブビル」や、賃貸マンション「リージア経堂テラスガーデン」などを、緑豊かな散歩道「グリーンプロムナード」で結んだ美しい景観のエリアである。
自然との共生に配慮し、周辺環境や緑と調和した街並み作りを図っている。
経堂テラスガーデンの中核を成すのが経堂コルティである。
なお、経堂コルティ以外のエリアの住所は経堂ではなく宮坂三丁目である。
経堂テラスガーデン

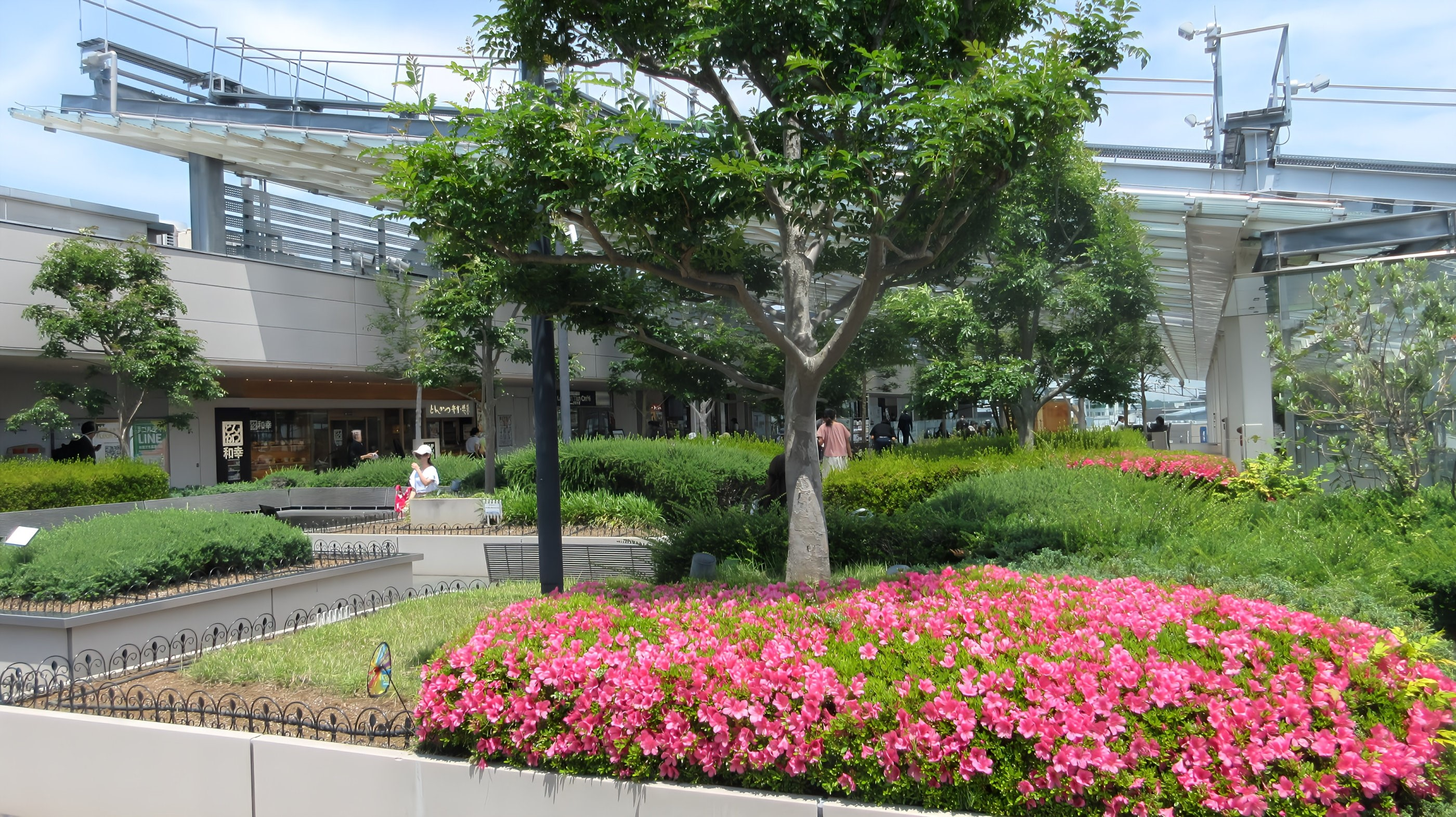
経堂コルティ・屋上庭園
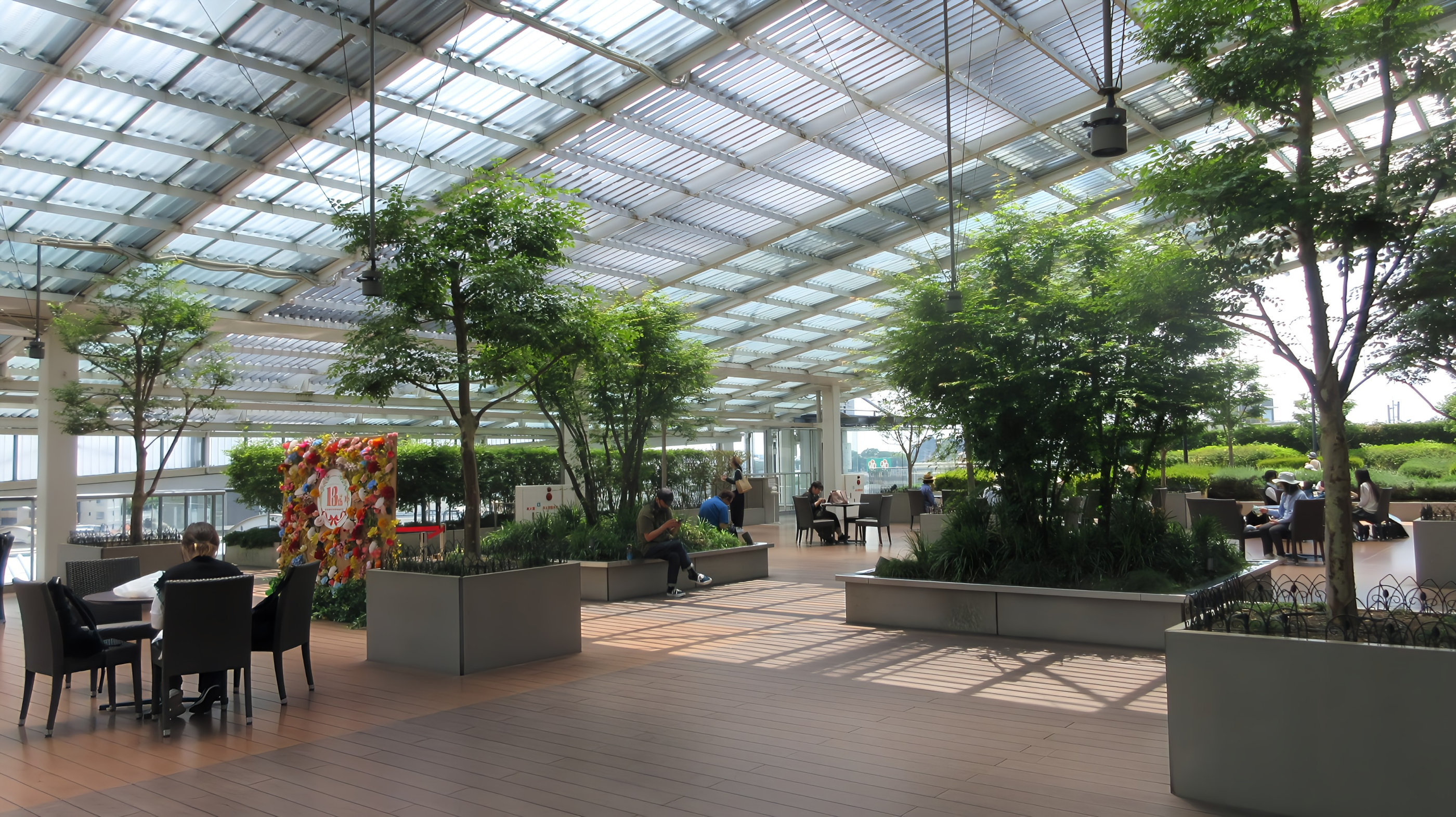
経堂コルティ・緑のテラス
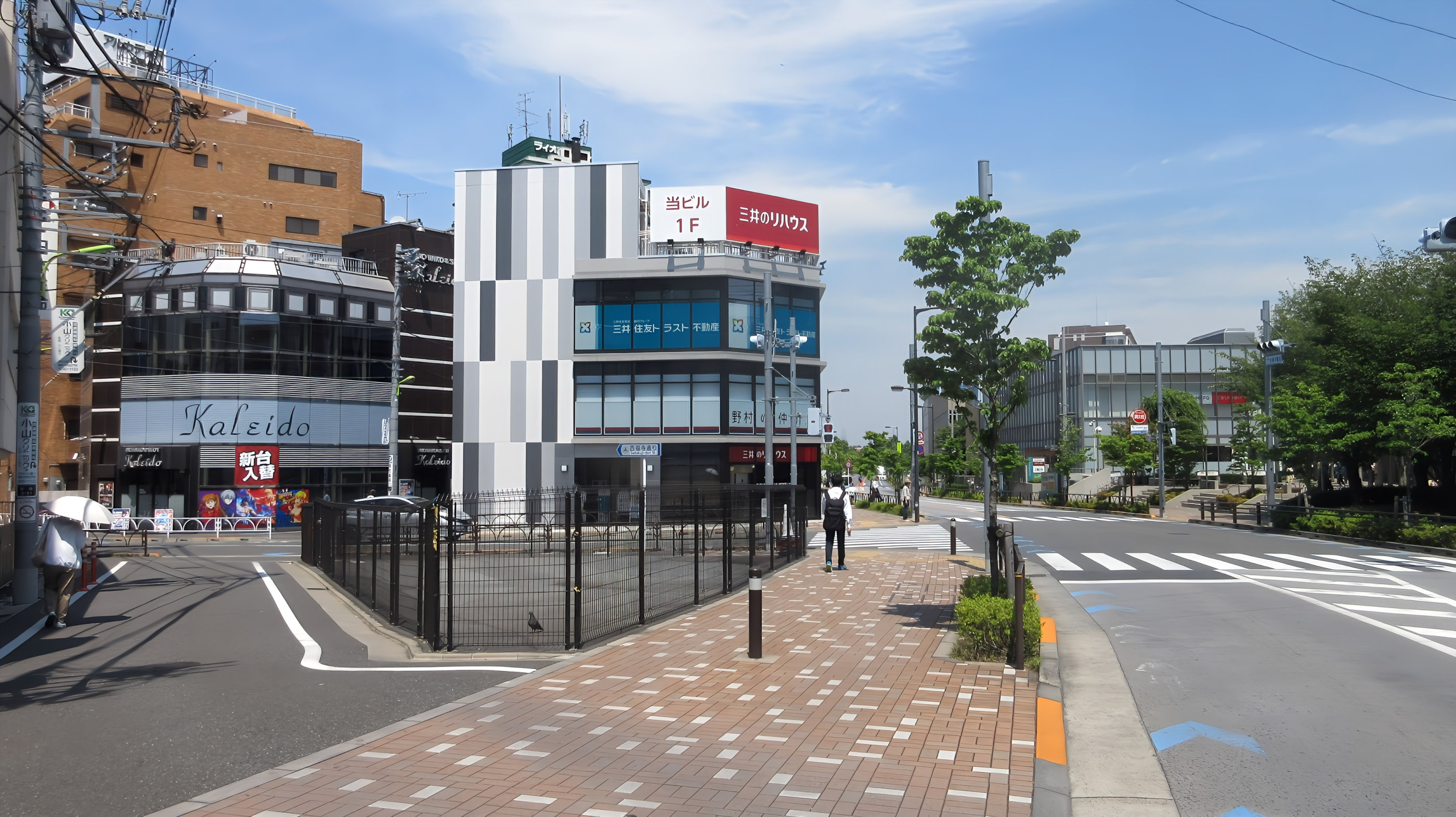
西福寺通り(左方向)
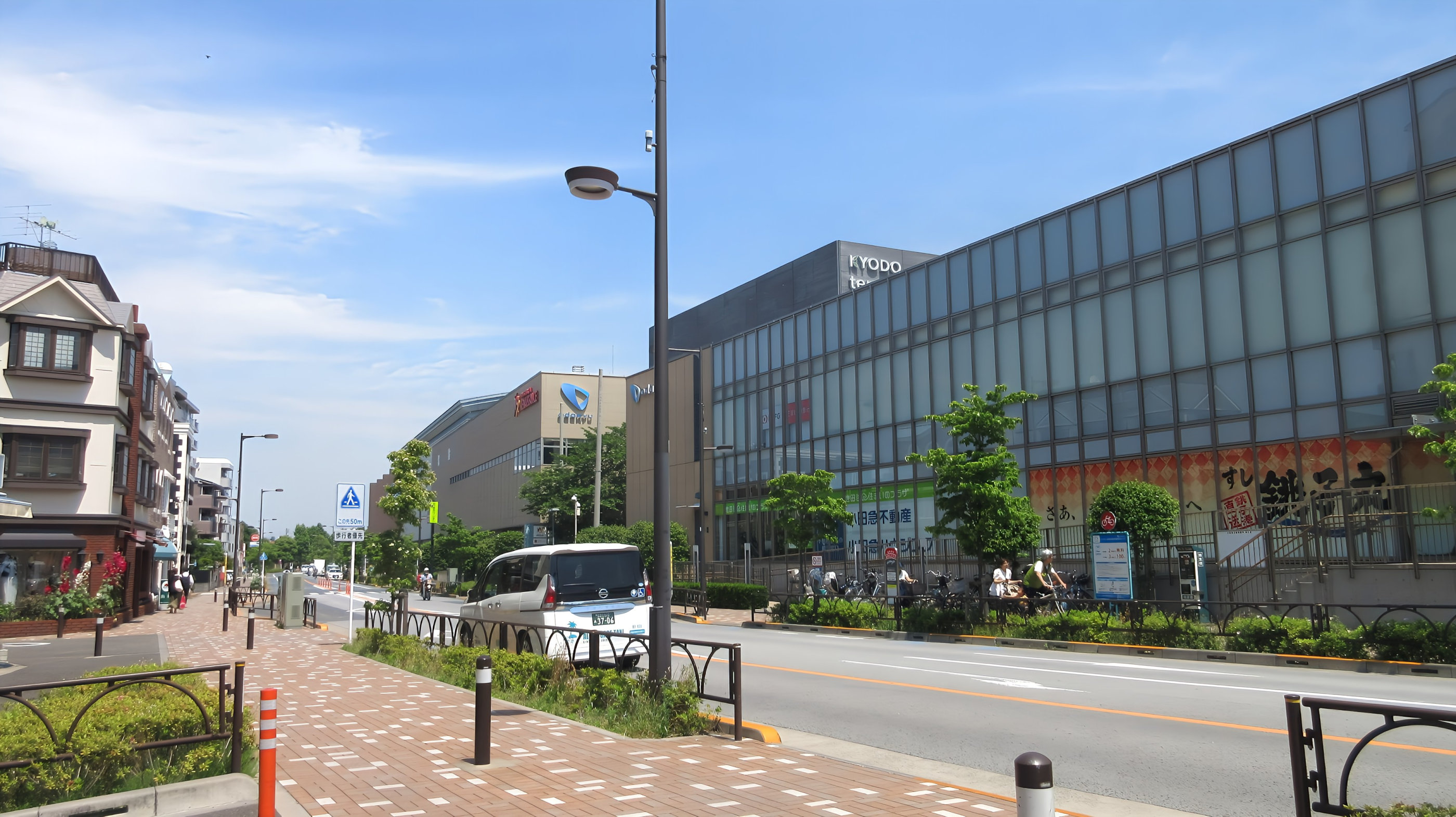
小田急経堂駅東口ビル
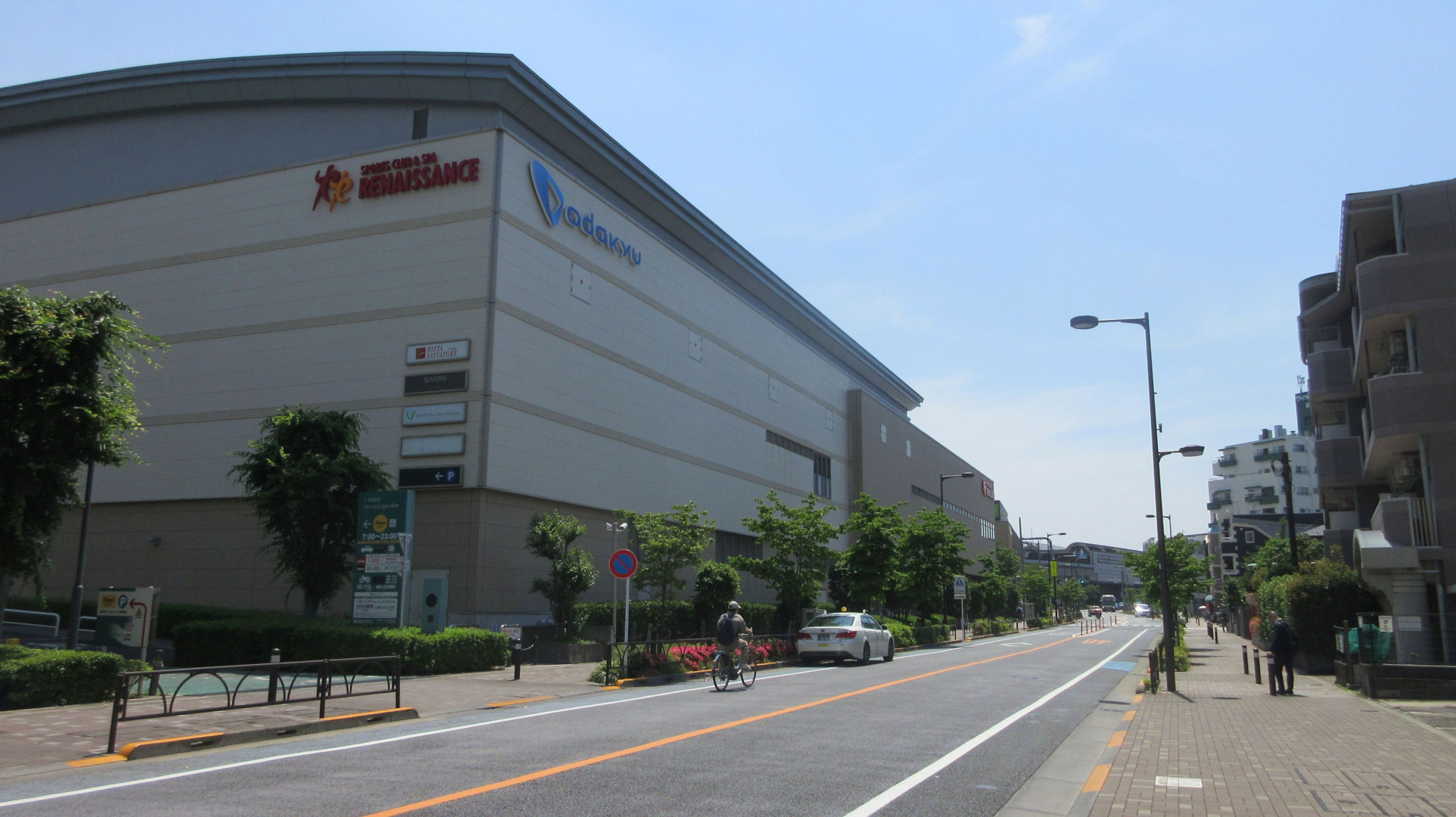
経堂スポーツクラブビル＆スパ ルネサンス
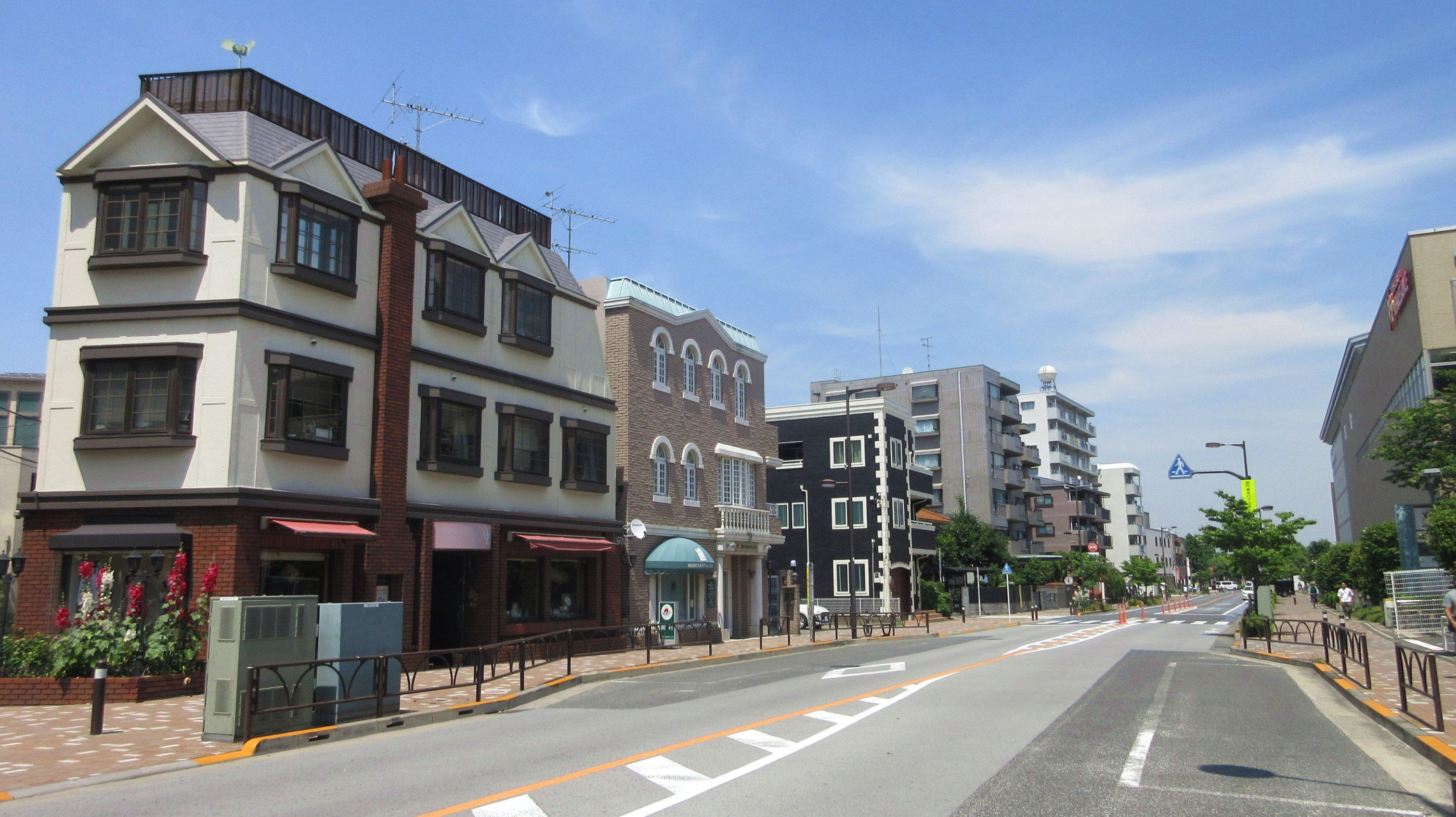
小田急経堂駅東口ビル前のビル群
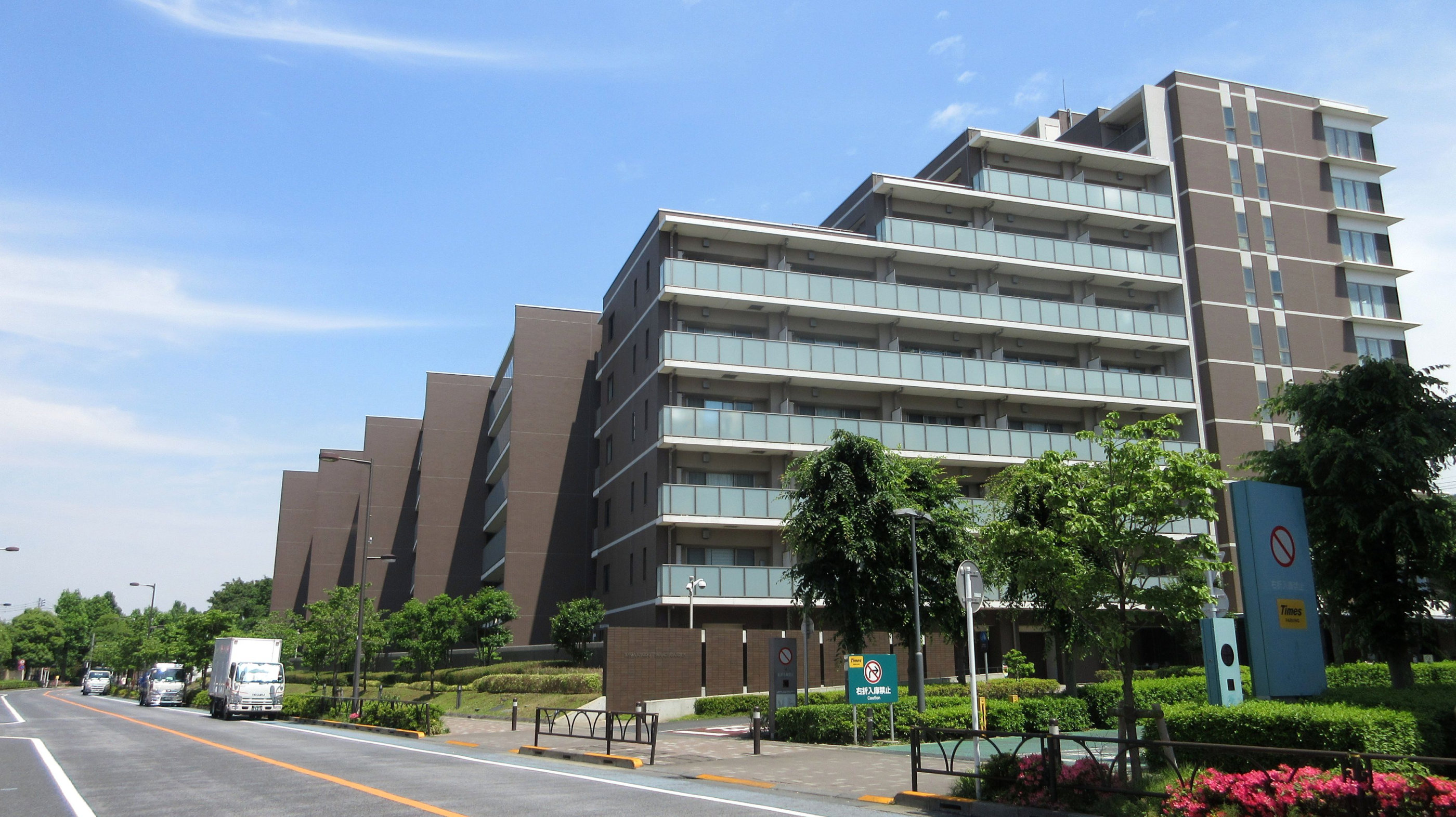
リージア経堂テラスガーデン
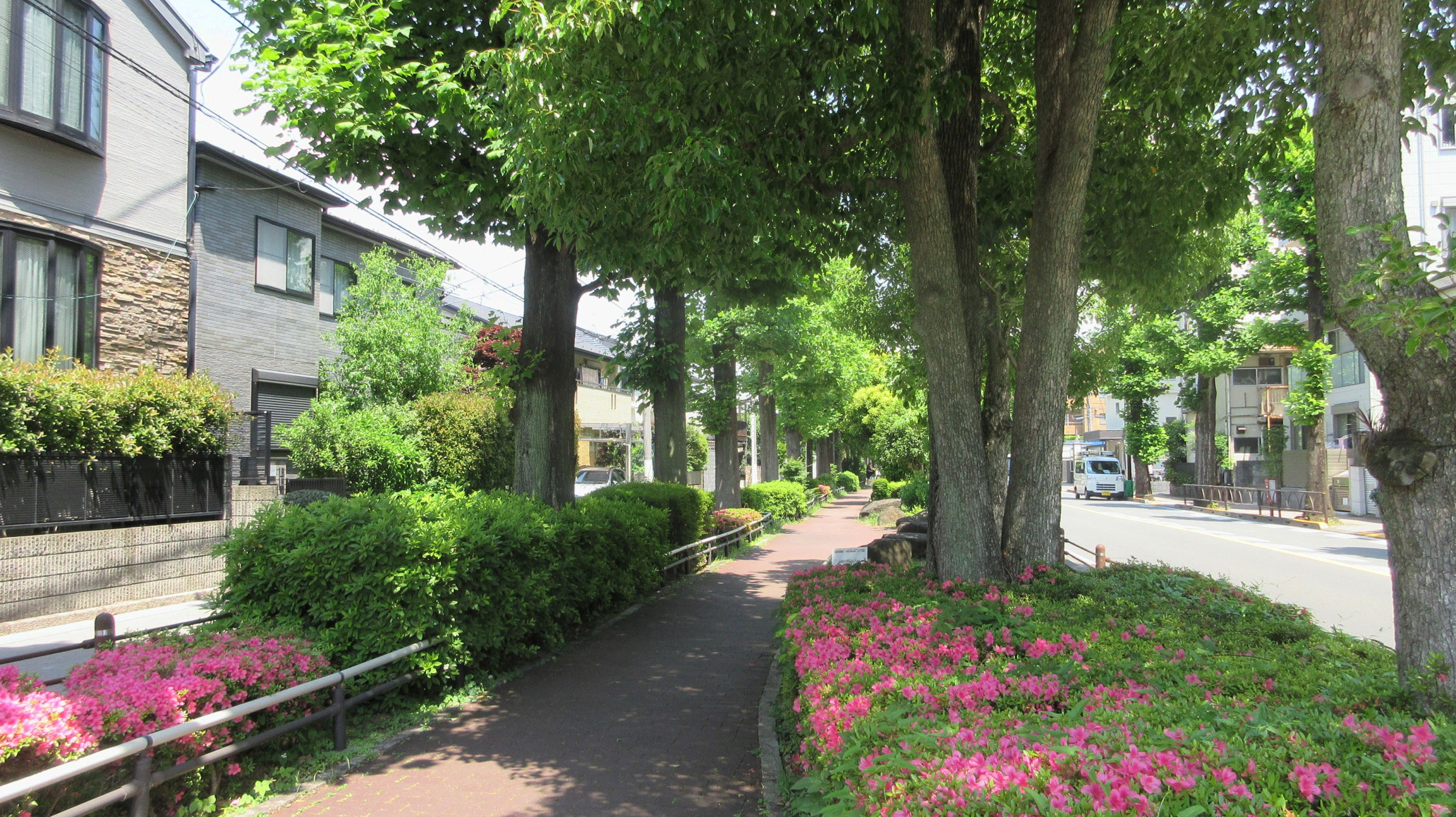
歩道の植栽

## その他

### 日本郵便
- 郵便番号 : 156-0052[2]（集配局 : 千歳郵便局[20]）。